# Eurema andersoni
Eurema andersoni är en fjärilsart som först beskrevs av Moore 1886.  Eurema andersoni ingår i släktet Eurema och familjen vitfjärilar. IUCN kategoriserar arten globalt som livskraftig. Inga underarter finns listade i Catalogue of Life.